# 69 (szexpozíció)

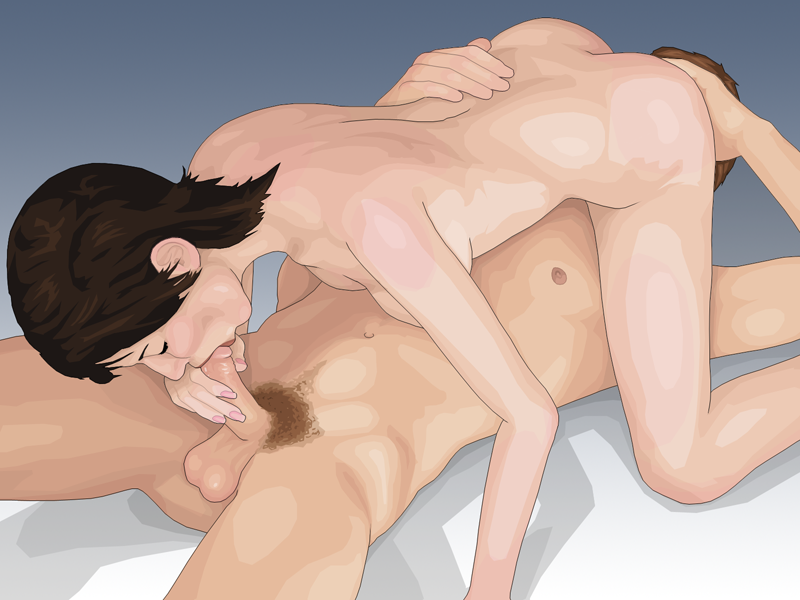
A 69-es pozíció

A 69 (franciául "soixante-neuf") egy szexpozíció-fajta, amelyben a két partner úgy helyezkedik, hogy mindkettőjük szája a másik nemi szervénél legyen, így egyszerre részesítik egymást orális szexben. A pozíció neve onnan ered, hogy az aktus közben a két fél fordított helyzetben helyezkedik el, mint a 6-os és a 9-es számjegy. A pozíciónak az orális-orális szex páron túl többféle fajtája is létezik, például orális-anális szex vagy anális-anális szex, esetleg kölcsönös ujjazás. A Kámaszútra már említi ezt a fajta szexuális pozíciót.

## Fordítás
Ez a szócikk részben vagy egészben  a(z)   69 (sex position) című angol Wikipédia-szócikk ezen változatának fordításán alapul.  Az eredeti cikk szerkesztőit annak laptörténete sorolja fel. Ez a jelzés csupán a megfogalmazás eredetét és a szerzői jogokat jelzi, nem szolgál a cikkben szereplő információk forrásmegjelöléseként.